# Krîvîci (Verhivsk), Rivne
Krîvîci (în ucraineană Кривичі) este un sat în comuna Verhivsk din raionul Rivne, regiunea Rivne, Ucraina.

## Demografie
Componența lingvistică a localității Krîvîci
     Ucraineană (100%)
Conform recensământului din 2001, toată populația localității Krîvîci era vorbitoare de ucraineană (100%).